# 東山峠
東山峠（ひがしやまとうげ）は、徳島県三好郡東みよし町東山と香川県仲多度郡まんのう町の境界にある香川県道・徳島県道4号丸亀三好線の峠。標高約638m。

## 地理
塩入峠とも呼ばれている。徳島県三好郡東みよし町東山と香川県仲多度郡まんのう町の境界にある。徳島からは木炭や藍、香川からは米・塩・乾物がそれぞれ搬入されていた。借耕牛の往来も盛んで、塩入地区には取引所もあった。また峠道は金刀比羅参りにも利用され、東山から金刀比羅まで日帰りする者もいた。
現在は香川県道・徳島県道4号丸亀三好線が東みよし町とまんのう町を結んでいる。峠の側面は、いまでは少なくなった石積みの作りである。